# Küchenplanung

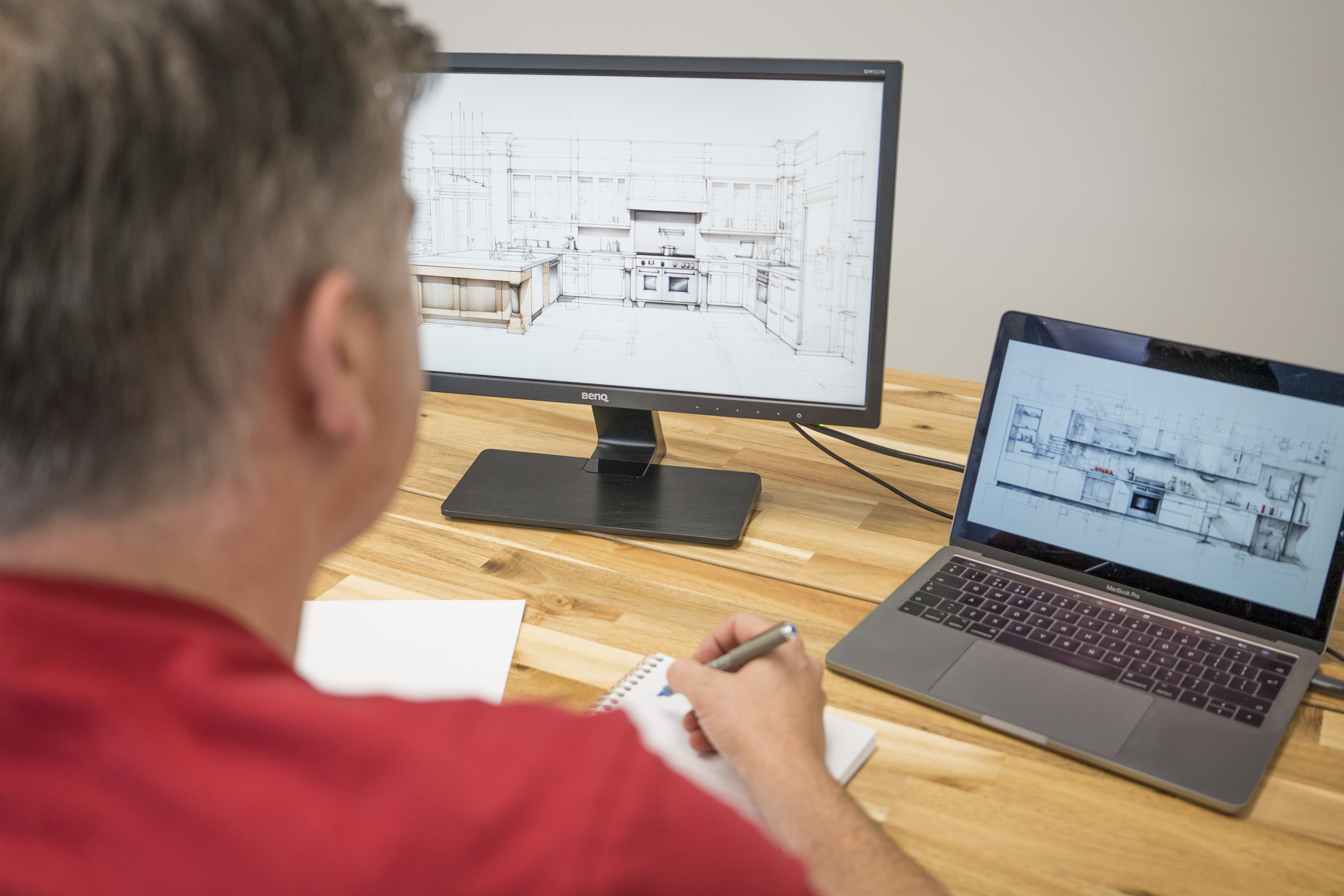
Küchendesigner bei der Arbeit

Küchenplanung gehört zu den Aufgaben der Innenraumplanung, die den gegebenen Grundriss, vorhandene Strom- und Wasseranschlüsse, Ergonomie, Kochgewohnheiten, Stauraum und ggf. einen Essplatz zu einer funktionalen Einheit zusammenführt. Die Küchenplanung wird häufig von Innenarchitekten übernommen, die sich als Küchenplaner spezialisiert haben. Erstmals dokumentiert als Planungsleistung wurde 1926 die Frankfurter Küche.

## Standardmaße
Von den räumlichen Gegebenheiten hängt es ab, welche Küchenmöbelanordnung möglich ist, auch davon, ob eine abgeschlossene Einraum-Küche oder eine offene Wohnküche geplant ist. Liegen alle Versorgungsanschlüsse und der Abfluss nebeneinander an einer Wand, so werden die dort vorgebauten Küchenmöbel zusammengefasst als Installationszeile bezeichnet. In einzeiligen Küche enthält diese die Grundausstattung (Arbeitsfläche, Herd, Ofen, Spüle, Kühlschrank, Abfall, Bevorratung) und sollte – wenn man sich an die EN 1116 orientiert – eine Abstellfläche von 60 cm, eine Spüle von 80 bis 120 cm und eine Kochstelle von 60 cm enthalten. Die Arbeitsplattentiefe ist ebenso wie das Breitenmodul auf 60 cm festgelegt. Das Schweizer Mass-System gibt statt dem horizontalen Achsmaß von 60 cm eine Elementbreite (Einbaubreite) für (Elektro-)Geräte von 55 cm vor. Die Gerätehersteller sehen bei einem Achsmaß von 60 cm in der Regel eine Einbaubreite von 56 cm vor, damit das Gerät in einen Küchenunterschrank geschoben werden kann, dessen zwei Seitenwände jeweils höchstens 20 mm stark sind.
Wird eine einheitliche Arbeitshöhe angestrebt, so wird diese überwiegend mit 90 cm angenommen. Die ideale Arbeitshöhe für durchschnittlich große Personen zum Kochen wurde in den 60er Jahren mit 85 cm ermittelt. Für die Spüle ergab sich bei einer Beckentiefe von 16 cm eine mittlere Höhe von 92 cm.
Da Unterbau-Küchenschränke gewöhnlich mit einem Sockel versehen sind, kann die Arbeitsplattenhöhe auch bei Verwendung von standardisierten Unterbaumöbeln in der Regel über die Höhe des Sockels frei angepasst werden.
Im englischen Sprachraum wird vom Dreieck der Küchenarbeit gesprochen, welches die drei Hauptarbeitsplätze in der Küche umfasst: den Spülbereich, den Kochbereich und die Aufbewahrung von Lebensmitteln (den Kühlschrank).
Die drei Entfernungsmaße zwischen den drei Bereichen sollten zusammengenommen 4 m nicht unter- und 8 m nicht überschreiten. Jede einzelne Entfernung sollte zwischen 1,2 m und 2,7 m liegen. Das Maß wird jeweils von der Mitte der Frontalseite der Arbeitsfläche aus gemessen.
Kein Weg zwischen der Arbeitsflächen sollte sich über mehr als 30 cm mit einem Hindernis überschneiden.
Auch sollte kein Durchgangsverkehr durch das Dreieck führen.
| Weitere Planungsempfehlungen der amerikanischen National Kitchen & Bath Association |
| Die Breite einer Arbeitsfläche sollte für einen Koch wenigstens 1 m und für mehrere Köche wenigstens 1,2 m betragen. Die Breite eines Ganges sollte wenigstens 90 cm betragen. Eine Spüle sollte unmittelbar neben oder direkt gegenüber vom Kochbereich und vom Kühlschrank platziert werden. Neben der Spüle sollte an einer Seite eine wenigstens 60 cm breite Abstellfläche und auf der anderen Seite eine 45 cm breite Abstellfläche vorgesehen werden. Jede Abstellfläche muss jeweils wenigstens 40 cm tief sein und sich 70 bis 112,5 cm über dem Fußboden befinden. Neben den Abstellflächen sollte eine Arbeitsfläche von wenigstens 90 cm Breite und 60 cm Tiefe neben der Spüle vorgesehen werden. Eine zusätzliche zweite Spüle sollte Abstellflächen auf gleicher Höhe erhalten, die auf einer Seite 45 cm und auf der anderen Seite wenigstens 7,5 cm breit sind. Die der Spüle nächstliegende Seite des Geschirrspülers sollte nicht mehr als 90 cm von der nächstgelegenen Seite der Spüle entfernt liegen. Neben dem Kühlschrank sollte eine Abstellfläche von wenigstens 37,5 cm Breite vorgesehen werden, die sich auf der Seite des Griffes befindet oder dem Kühlschrank gegenüberliegt und nicht weiter als 1,2 m entfernt liegt. Neben dem Herd sollten sich Abstellflächen mit einer Breite von wenigstens 30 cm auf der einen und 35 cm auf der anderen Seite befinden. Wenn das Kochfeld eine andere Höhe als die übrigen Arbeitsflächen hat, dann sollen sich diese Abstellflächen auf der Höhe des Herdes befinden. Wenn sich hinter dem Herd keine Begrenzung befindet (etwa bei einer Kochinsel), dann sollte hinter dem Kochfeld sicherheitshalber eine gleich hohe Abstellfläche mit einer Tiefe von wenigstens 22,5 cm vorgesehen werden. Die amerikanischen Bauvorschriften erfordern einen Abstand von 75 cm zu brennbaren Oberflächen über dem Kochfeld. Wenn eine Dunstabzugshaube installiert wird, verlangen die Vorschriften eine Luftfördermenge von 170 m³/h, empfohlen werden 250 m³/h. Der Unterseite eines Mikrowellenofens sollte sich idealerweise 7,5 cm unterhalb der Schulter des Hauptnutzers befinden, höchstens aber 135 cm über dem Fußboden. Nahe der Griffseite der Mikrowellentür sollte eine Abstellfläche von 37,5 cm Breite vorgesehen werden. Neben oder über einem Ofen sollte eine Abstellfläche von wenigstens 37,5 cm Breite vorgesehen werden. Wenn der Ofen nicht zu einem Gang hin öffnet, kann sich die Abstellfläche auch dem Ofen gegenüber in einer Entfernung von höchstens 1,2 m befinden. Wenn zwei Abstellflächen einander angrenzen, kann die gemeinsame Breite auf einen Wert reduziert werden, welcher der breiteren der beiden Flächen zuzüglich 30 cm entspricht. Um genügend Lager-, Abstell- und Arbeitsflächen für alle üblichen Verrichtungen unterzubringen, werden in der Regel Arbeitsoberflächen mit einer Länge von insgesamt 3,8 m bei einer Tiefe von 60 cm und wenigstens 37,5 cm Freiraum nach oben benötigt. Die insgesamt verfügbaren Schrank- und Regalflächen sollten sich ungefähr so aufteilen: Regalbretter in Wandschränken 21 %, Regalbretter in Unterschränken 37 %, Schubladen 26 %, Hochschränke 13 % und Sonstiges 3 %. Unter Sonstiges zählen dabei u. a. Lagerflächen, die sich mehr als 2,1 m über dem Fußboden befinden. Die Werte gelten für kleine Küchen. Steht mehr Platz zur Verfügung, kann sich der Anteil von Schubladen und Hochschränken erhöhen. Wenigstens ein Drittel der Schrank- und Regalflächen sollten sich in einer Entfernung von höchstens 1,8 m von der Hauptarbeitsfläche befinden, zu welcher auch die Spüle gehört (gemessen von der Mitte der Arbeitsfläche). Alle Steckdosen, die sich oberhalb der Arbeitsflächen befinden, sollen mit einem FI-Schalter abgesichert sein. Zusätzlich zur Allgemeinbeleuchtung sollten alle Arbeitsflächen ihre eigene Beleuchtung erhalten. Die Küchentür sollte eine lichte Öffnung von 85 cm aufweisen. Ein Feuerlöscher sollte nahe dem Ausgang der Küche platziert werden. An einem Sitzplatz sollte zwischen der Kante des Tisches oder des Tresens und einer dahinterliegenden Wand 80 cm Platz verbleiben. Falls der Platz hinter den Stühlen begangen werden muss, sollte der Abstand wenigstens 90 cm betragen, falls er komfortabel begangen werden soll, wenigstens 1,1 m. Für jeden Sitzenden sollte eine Breite von wenigstens 60 cm vorgesehen werden. An 75 cm hohen Tischen braucht eine sitzende Person 45 cm Platz in der Tiefe. An 90 cm hohen Tresen braucht sie 37,5 cm und ebenso viel als Knieraum. An 105 cm hohen Tresen braucht sie 30 cm und ebenso viel als Knieraum. |

Oberhalb der Arbeitsfläche angebrachte Wandschränke sollten etwa 55 cm Abstand einhalten.
Als Abstellfläche sollten neben dem Herd beiderseits rund 40 cm Platz vorgesehen werden. Zwischen Herd und Spüle sollte die Abstellfläche idealerweise auf 80 cm verbreitert werden.

## Grundriss
Zweizeilige Küchen bestehen aus einer Installationszeile und einer gegenüberliegenden Zeile. L-Küchen besitzen zusätzlich zur Installationszeile eine übereck erweiterte Arbeitsfläche. U-Küchen verbinden L-Küche und Installationszeile. G-förmige Küchen ergänzen ein Ende der U-Form um einen herausstehenden Essplatz bzw. eine Küchentheke. Bei einer Insel-Küche werden Herd oder Spüle, manchmal auch ergänzt um einen Essplatz, in der Raummitte platziert.

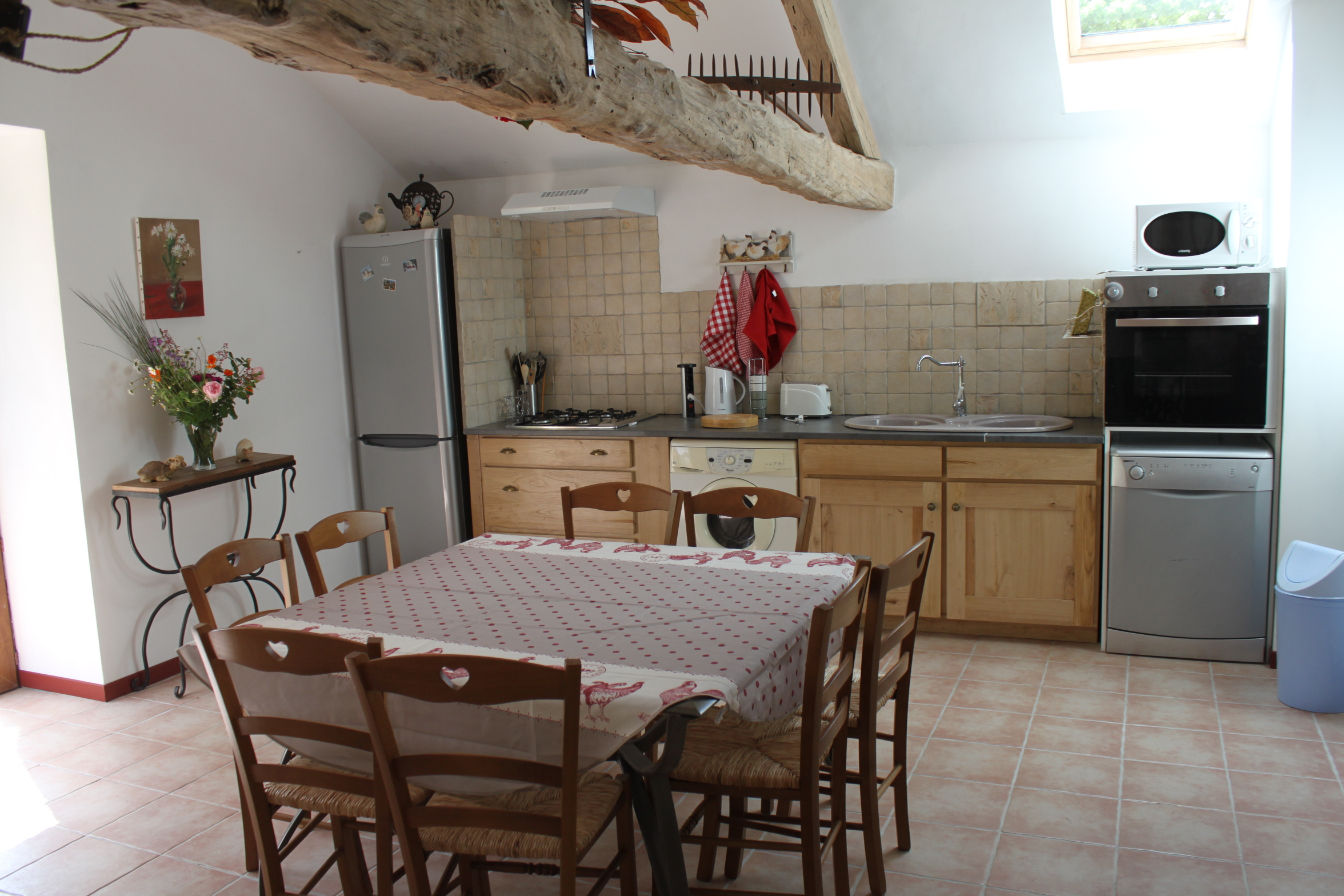
I-Küche
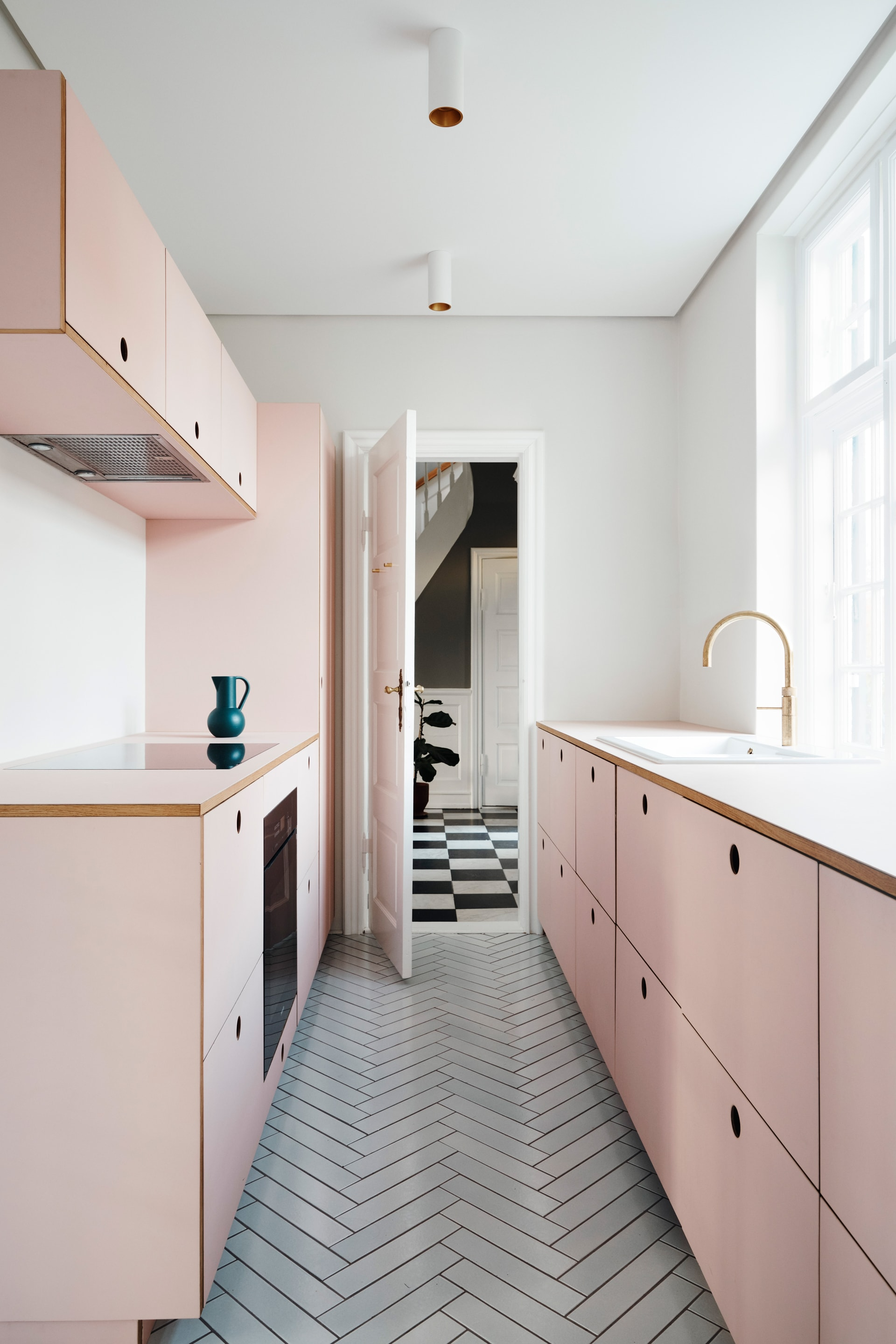
Zweizeilige Küche
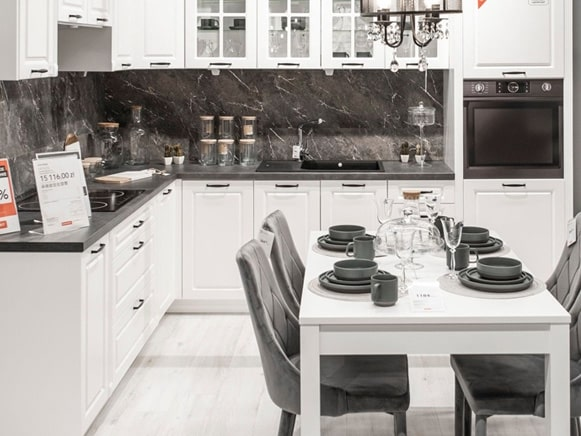
L-Küche
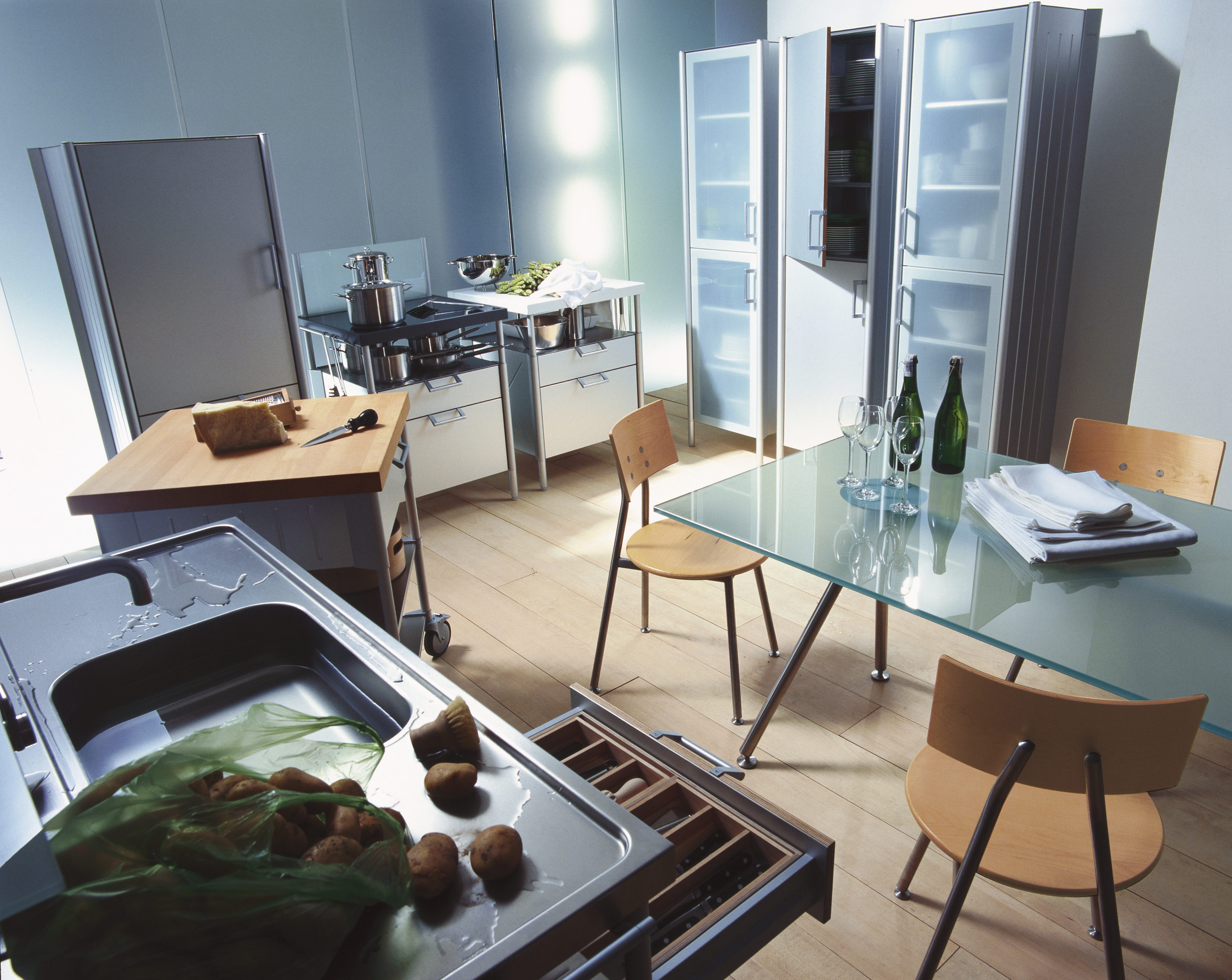
U-Küche
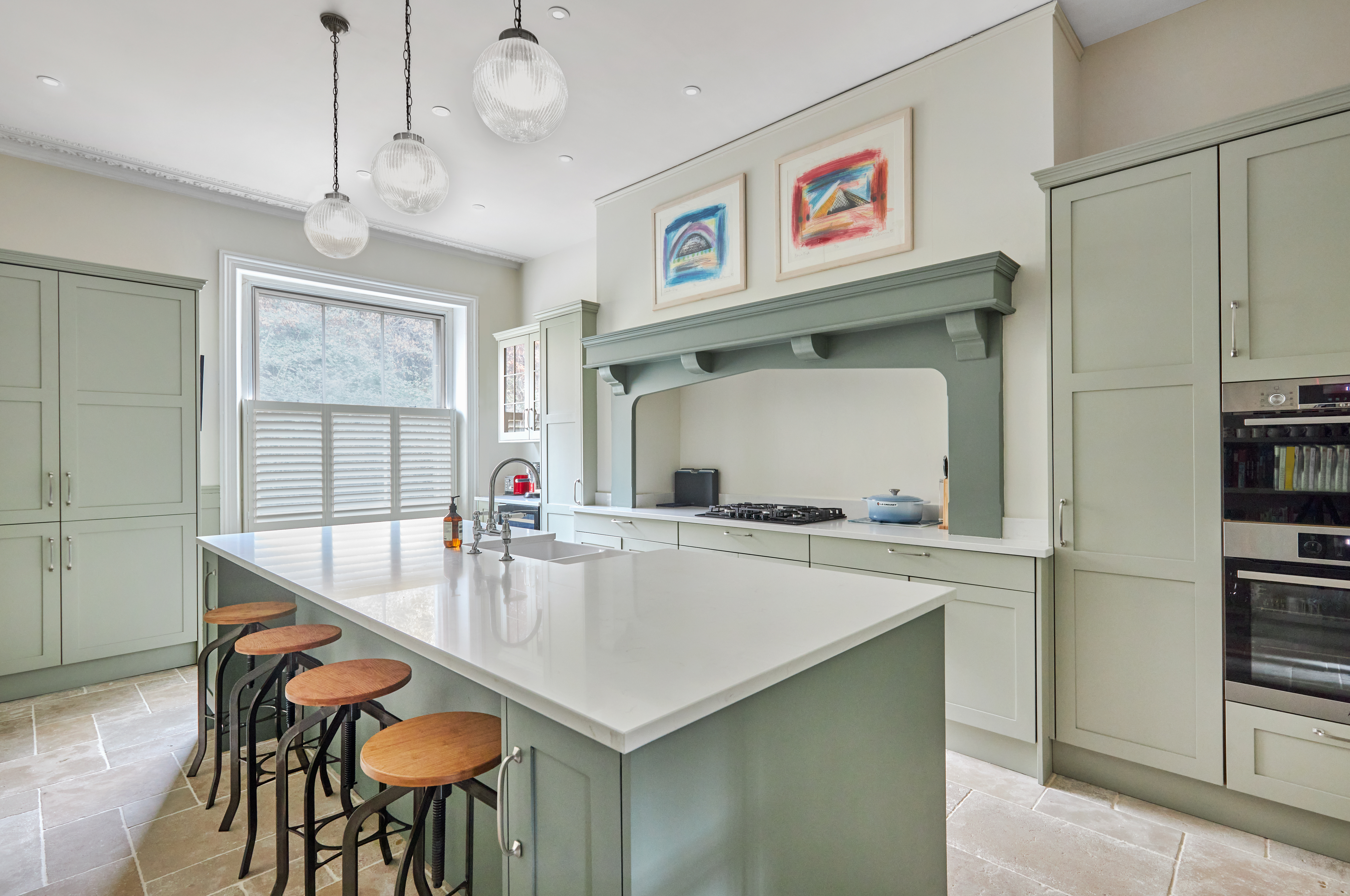
Küche mit Kücheninsel
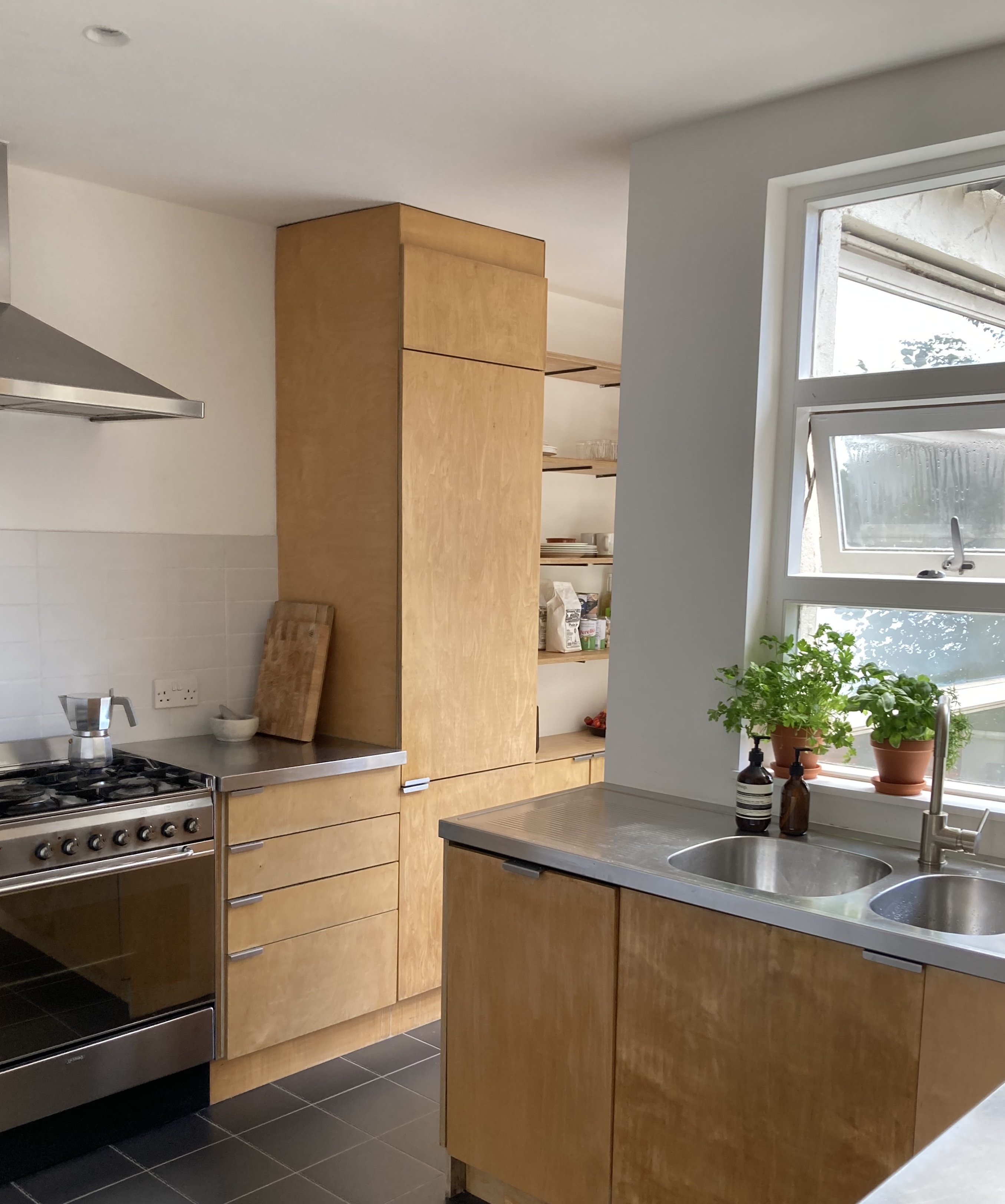
Komplexer Grundriss
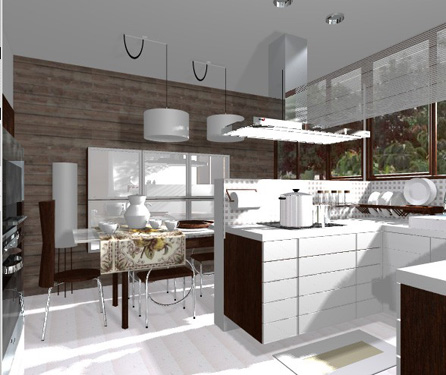
Komplexer Grundriss

## Funktionsabläufe
Die komplexen Zusammenhänge der Funktions-Abläufe in einer Küche stellen ergonomische, hygienische und sicherheitstechnische Anforderungen. Wege- und Greifräume genauso wie Fensterhöhe oder Ablufttechnik fließen hier mit ein. Kühl- und Kochgeräte werden mit einer Mindest-Grundfläche von 60 × 60 cm eingeplant, Spüle und Abfallsammeln mit 80 × 60 cm, Arbeitsfläche und Lagerräume mit 100 × 60 cm. Die Höhe der Arbeitsplatte sollte zur Arbeitserleichterung an der Körpergröße der Benutzer ausgerichtet werden. Der Bereich zwischen den drei Arbeitszentren Kühlschrank, Kochstelle, Spüle wird bei der Küchenplanung als „Arbeitsdreieck“ zugrunde gelegt. Idealerweise sind zwei Arbeitszentren nicht mehr als eine doppelte Armlänge voneinander entfernt. Der REFA „Fachausschuss Hauswirtschaft“ empfiehlt für die Planung des Arbeitsplatz Küche unter anderem: – Es sollten beim Arbeiten möglichst beide Hände eingesetzt werden, so kann vermieden werden, dass eine Hand schneller ermüdet, als die andere. – Statt häufig die Bewegungsrichtung zu ändern, sollen Bewegungen harmonisch ineinander übergehen. – Arbeiten Sie nicht über Kreuz, beispielsweise nicht mit der linken Hand über den rechten Arm greifen und umgekehrt. Die 1926 von Margarete Schütte-Lihotzky ausgearbeitete Frankfurter Küche ist auf größtmögliche Wege-Einsparung und Greifräume-Verkürzung hin optimiert. Sie ist der Prototyp der modernen auf eine Einzelperson zugeschnittenen Einbauküche. Inzwischen sind Küchen, in denen mehrere Menschen Platz zum Kochen haben, beliebter geworden.

## Die häufigsten Planungsfehler

### Planungsfehler, die Layoutänderungen erzwingen können
Fehler beim Ausmessen des Raumes sowie zu wenige oder falsch positionierte Anschlüsse haben oft zur Folge, dass eine Küche nicht so realisiert werden kann wie ursprünglich geplant. Bei Einbauküchen wird oft auch übersehen, dass Küchenzeilen durch das Einfügen technisch benötigter Abstandshalter länger werden als von Laien berechnet.
Als problematisch erweist sich oft auch eine falsche Reihenfolge der einzelnen Schritte einer Küchenplanung, insbesondere die Priorisierung der Auswahl der individuellen Küchenschränke, bei Zurückstellung der Auswahl und des tatsächlichen Erwerbs der Großgeräte und der Spüle. Die Folge einer solchen Vorgehensweise ist im schlimmsten Falle die aus Lieferproblemen unerwartet erwachsende Unmöglichkeit, ein ungewöhnlich dimensioniertes Element zu bekommen (oft muss dann das ganze Layout verändert werden), und im günstigsten Falle der Verzicht auf eine umfangreiche Auswahl (oft muss dann ein Gerät gekauft werden, das dem Bedarf gar nicht optimal entspricht).

### Planungsfehler, die Sicherheitsprobleme zur Folge haben können
Weit verbreitete Planungsfehler, die zu Unfällen im Haushalt führen, sind unter anderem:
- Fußböden, die in feuchtem Zustand rutschig werden[11]
- direktes Angrenzen eines Laufweges an die Seite eines Herdes, ohne dazwischen liegende Arbeitsfläche (Personen, die daran vorbeigehen, können durch versehentliches Streifen der Griffstiele Töpfe oder Pfannen von den Kochfeldern reißen)[12][11]
- zu hohe Positionierung von Einbaugeräten, mit der Folge, dass sie nicht bequem erreicht werden können; Sicherheitsprobleme ergeben sich insbesondere bei zu hoch positionierten Einbaubacköfen[12]
- Planungsfehler bei der Beleuchtung (siehe weiter unten)
- nicht abgerundete Ecken in Laufwegen[13]

### Planungsfehler, die vermeidbaren Energieverbrauch zur Folge haben können
Fehlende Berücksichtigung der Herstellerangaben zu erforderlichen Mindestabständen (oben und seitlich) beim Kühlschrank kann zur Folge haben, dass das Gerät ständig läuft.

### Planungsfehler, die Funktionalitätsprobleme zur Folge haben können
Weitere verbreitete Planungsfehler, die dazu führen, dass eine Küche nicht optimal genutzt werden kann, sind unter anderem:
- Fehler bei der Erschließung und der Planung der Laufwege

- zu schmale Türen; Türen, die so öffnen, dass ihr Blatt bei der Nutzung im Wege steht
- zu schmale Laufwege innerhalb der Küche, etwa durch Aufstellen einer fest montierten Kücheninsel in einem dafür zu kleinen Raum, eventuell mit der Folge, dass man zur Seite treten muss, um bestimmte Schubladen voll zu öffnen
- Layouts, die den Arbeitsabläufen nicht Rechnung tragen: schlecht konzipierte Arbeitsdreiecke (Hindernisse oder zu große Distanzen zwischen Spüle, Herd und Kühlschrank)
- wenn ständige Arbeitsteilung zwischen zwei oder mehr Personen geplant ist: Arbeitsplätze, die den typischen Laufwegen einer anderen Person im Wege stehen

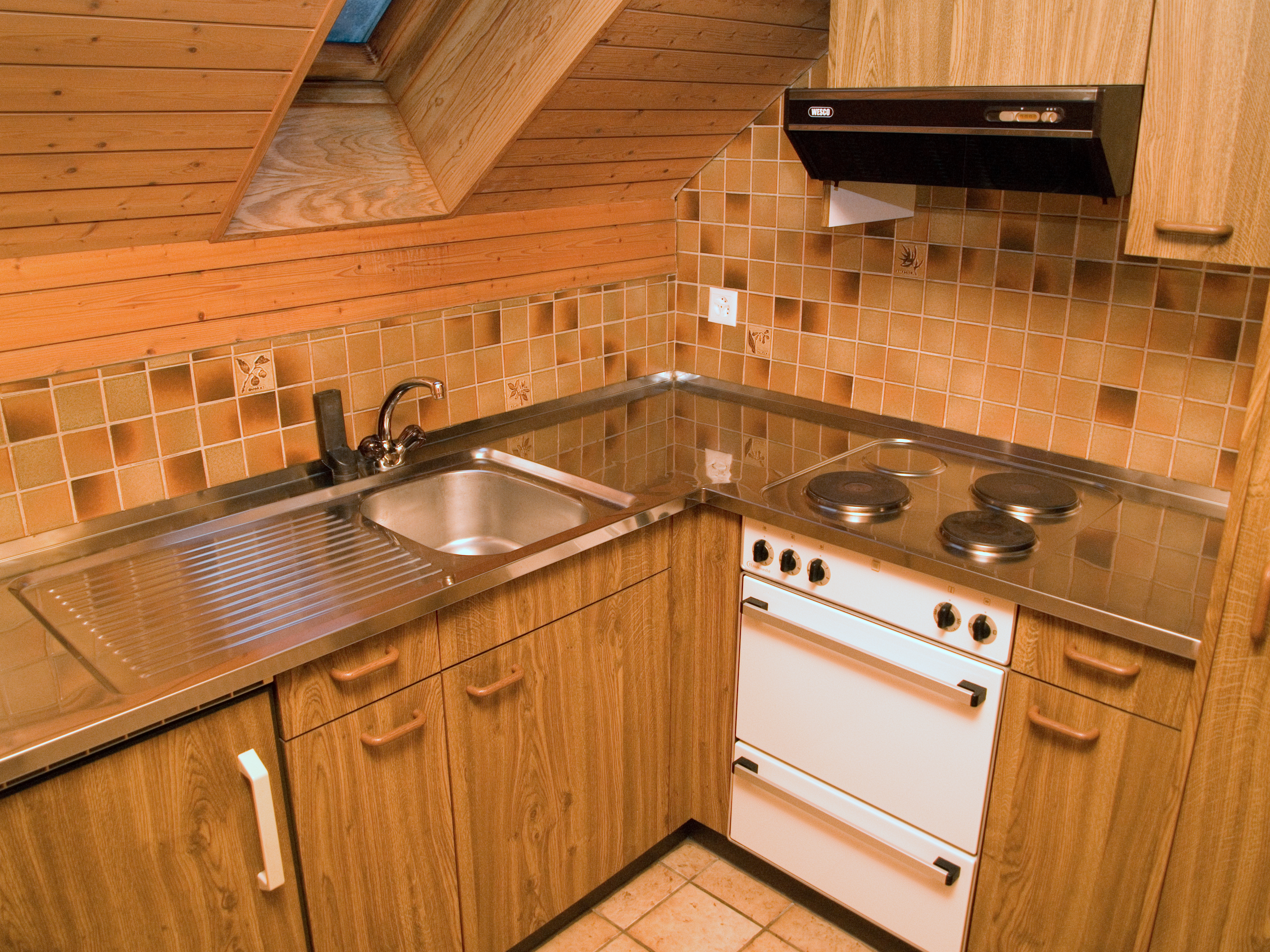
Planungsfehler: Die Spüle – einer der wichtigsten Arbeitsplätze – erhält nur bei Tage gutes Licht.

- Fehler bei der Konzeption der Arbeitsflächen

- unzureichende Arbeitsflächen; Arbeitsflächen, die dadurch unbrauchbar werden, dass Oberschränke darüber zu tief aufgehängt sind
- unzureichende Arbeitsflächen links und rechts von Herd und Spüle; fehlende Ablageflächen in Reichweite des Kühlschranks

- Fehler bei der Auswahl und Positionierung der Elektrogroßgeräte

- zu hohe Positionierung von Einbaugeräten, mit der Folge, dass sie nicht bequem erreicht werden können
- Nicht-Ausschöpfen des technisch Machbaren, mit der Folge, dass vermeidbare Laufwege entstehen (z. B. ist es je nach Modell dank der flexiblen Schlauchverbindungen durchaus möglich, eine Geschirrspülmaschine nicht direkt neben der Spüle, sondern in einer benachbarten Küchenzeile aufzustellen)

- Fehler und mögliche Probleme bei der Auswahl und Positionierung der Spüle

- Wahl eines Typs von Spüle, der nicht den tatsächlichen Nutzungsgewohnheiten der Bewohner entspricht (z. B. eine Doppelspüle, wenn nur 1 Becken tatsächlich verwendet wird)
- Befindet sich die Spüle unter einem nach innen öffnenden Fenster, so ist darauf zu achten, dass die Fensterflügel nicht mit der Spülenarmatur kollidieren.

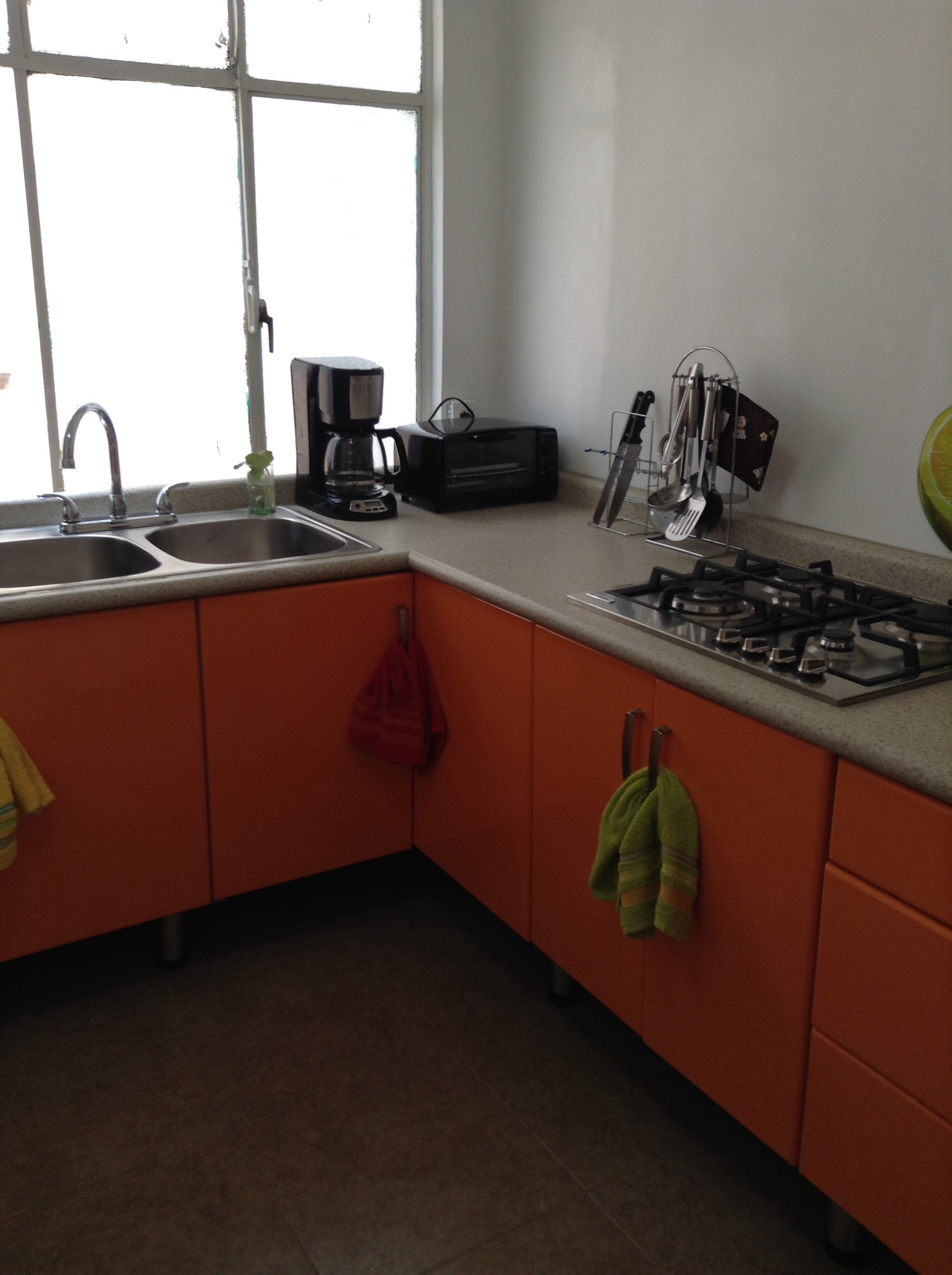
Hier wurde vergessen, einen Ort zum Aufhängen der Handtücher einzuplanen.

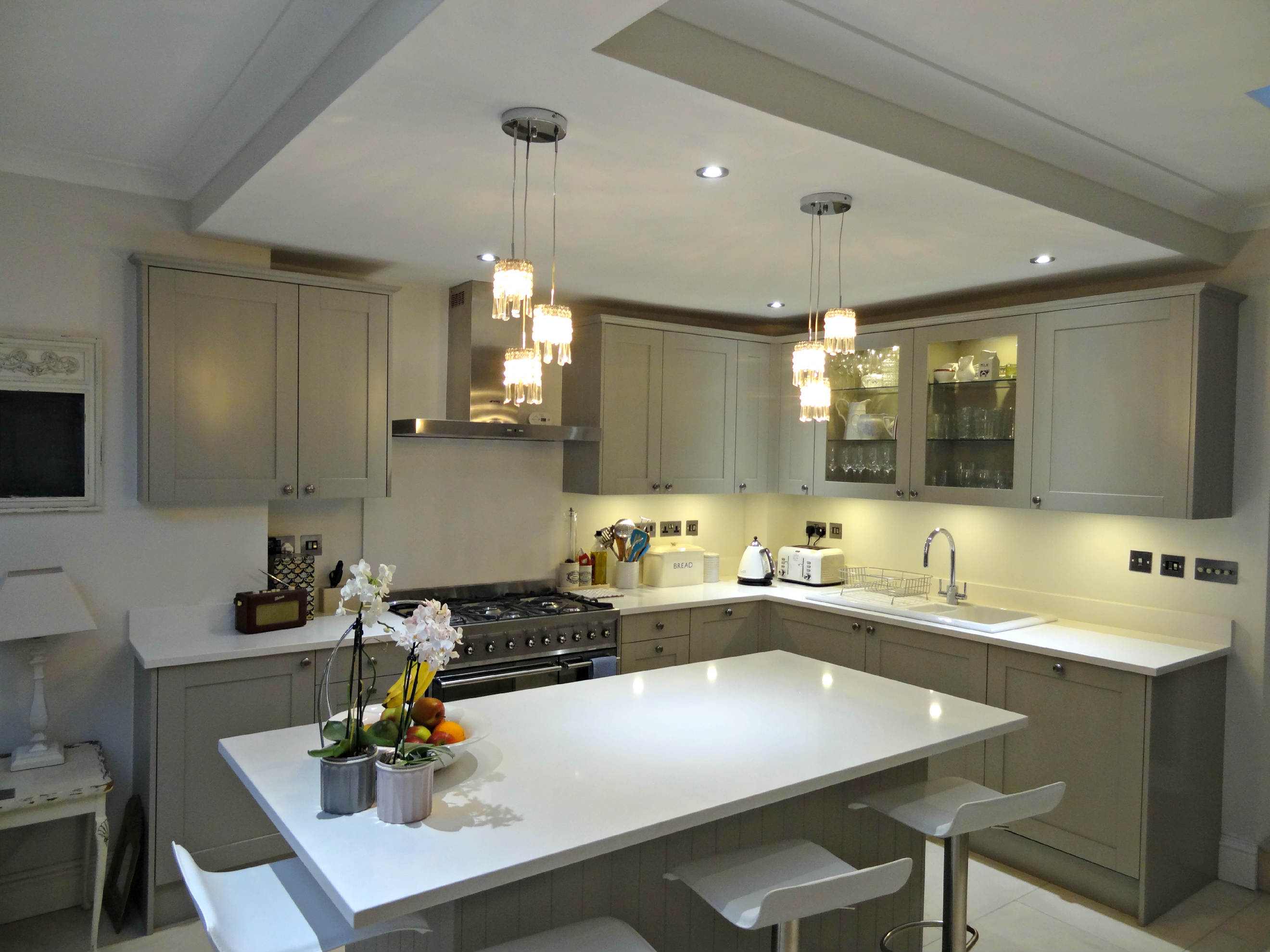
Planungsfehler: Die Oberseite der Hängeschränke muss geputzt werden.

- Fehler bei der Auswahl, Positionierung und Montage der Schränke

- unzureichende Inventarisierung (unzureichende Prüfung, wie viel Schrankraum für verschiedene Arten von Dingen [Lebensmittel, Kochtöpfe, Kleingeräte, Geschirr, Besteck, Müllbehälter usw.] benötigt wird) und infolgedessen Entscheidung für zu wenig Schrankraum; insbesondere gilt es heute als Designfehler, Hänge- und Hochschränke nicht so auszuwählen, dass sie die gesamte Raumhöhe ausnutzen (erstens gewinnt man dadurch zusätzlichen Schrankraum und zweitens braucht die Oberseite dann nicht sauber gehalten zu werden)
- Schränke, die fern der Stellen positioniert sind, wo sie tatsächlich benötigt werden, sodass unnötige Laufwege entstehen (z. B. Schubladen für Essbesteck fern der Spülmaschine, Schubladen für Kochlöffel oder Fächer für Gewürze fern des Kochfeldes, Schränke für Mülleimer fern der Spüle)
- Wahl von Schränken, auf deren Inhalt schwer zugegriffen werden kann (insbesondere Eckschränke mit schmaler Tür oder tiefe Hochschränke ohne Auszüge)
- Wahl von Schränken mit Türen, wenn Schubladen (etwa für Lebensmittel oder Kochtöpfe) mehr Übersicht bieten würden
- Schranktüranschläge konträr zum Arbeitsbereich
- Schubladen, Auszüge und Schranktüren, die nicht oder nicht vollständig geöffnet werden können, weil sie an Hindernisse stoßen (etwa an Griffe anderer Schubladen oder Türen, an hervorstehende Türrahmen, oder an Elektroinstallationen wie Steckdosen oder Lichtschalter)
- Schranktüren, Schubladen und Elektrogroßgeräte, die bei bestimmten Arbeitsabläufen gleichzeitig geöffnet sein sollen, aber nicht gleichzeitig geöffnet sein können, weil sie sich einander in den Weg stellen
- Schranktüren, die anstoßen oder nicht vollständig geöffnet werden können, weil nicht berücksichtigt wurde, dass sie abhängig von der Konstruktionsweise der Scharniere auch am scharniernahen Ende ausschwingen

- Fehler bei der Konzeption von Sitzbereichen

- Sitzbereiche, die so nah an Laufwegen liegen, dass Stühle nicht zurückgesetzt werden können, ohne Hindernisse zu bilden
- Barbereiche, die zu schmal konzipiert sind (sodass pro Person nicht genug Raum zur Verfügung steht) oder nicht genügend Beinraum bieten

- Fehler bei der Konzeption von Leitungen und Beleuchtung

- zu wenige Steckdosen
- Leuchten, die falsch positioniert sind, zu viel oder zu wenig Licht geben, oder nicht für unterschiedliche Beleuchtungszwecke separat geschaltet bzw. gedimmt werden können
- falsch positionierte Lichtschalter (die Schalter sollten bei der Küchentür bzw. beim Küchenzugang liegen)
- zu wenige Lichtschalter (bei mehreren Zugängen sollten entsprechend viele Schalter vorhanden sein)

- unzureichende Belüftung (idealerweise hat eine Küche eine in geeigneter Höhe installierte leistungsfähige Ablufthaube über der Kochfläche, die Küchenabluft ins Freie führt)[11]

- eine rein ästhetisch bestimmte Wahl von bestimmten Elementen, die bei der alltäglichen Nutzung dann Probleme verursachen

- Wahl von Elementen, die empfindlich gegen Beschädigungen sind, übermäßig viel Pflege benötigen oder schwer zu reinigen sind (besonders Fußböden, Arbeitsplatten, bestimmte Wandbekleidungen, ein Übermaß an offenen Regalen)
- Fußböden und andere Elemente, die nicht zur Barfußnutzung geeignet sind

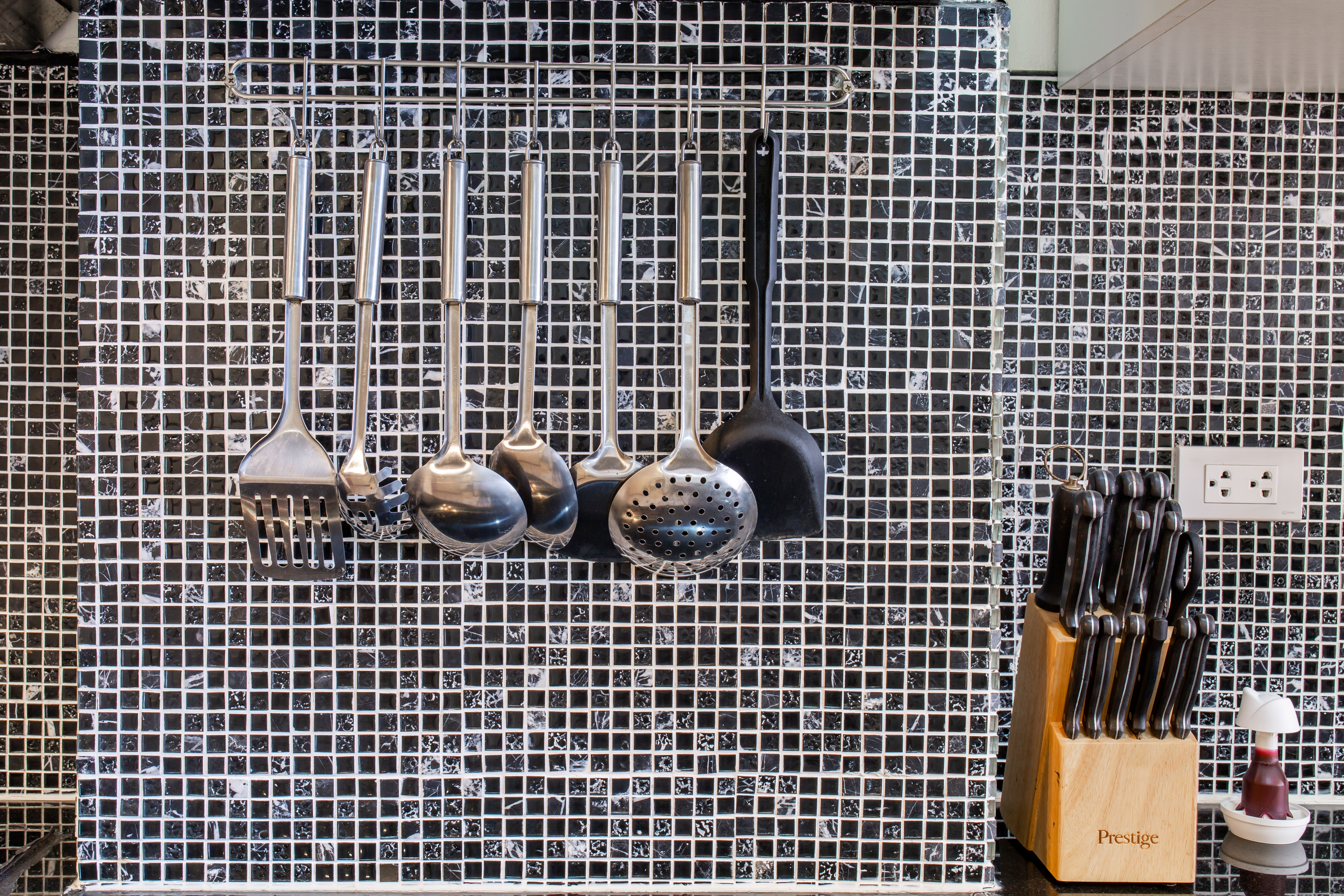
Der Spritzschutz ist visuell so unruhig, dass das Küchengerät schwer zu überschauen ist.
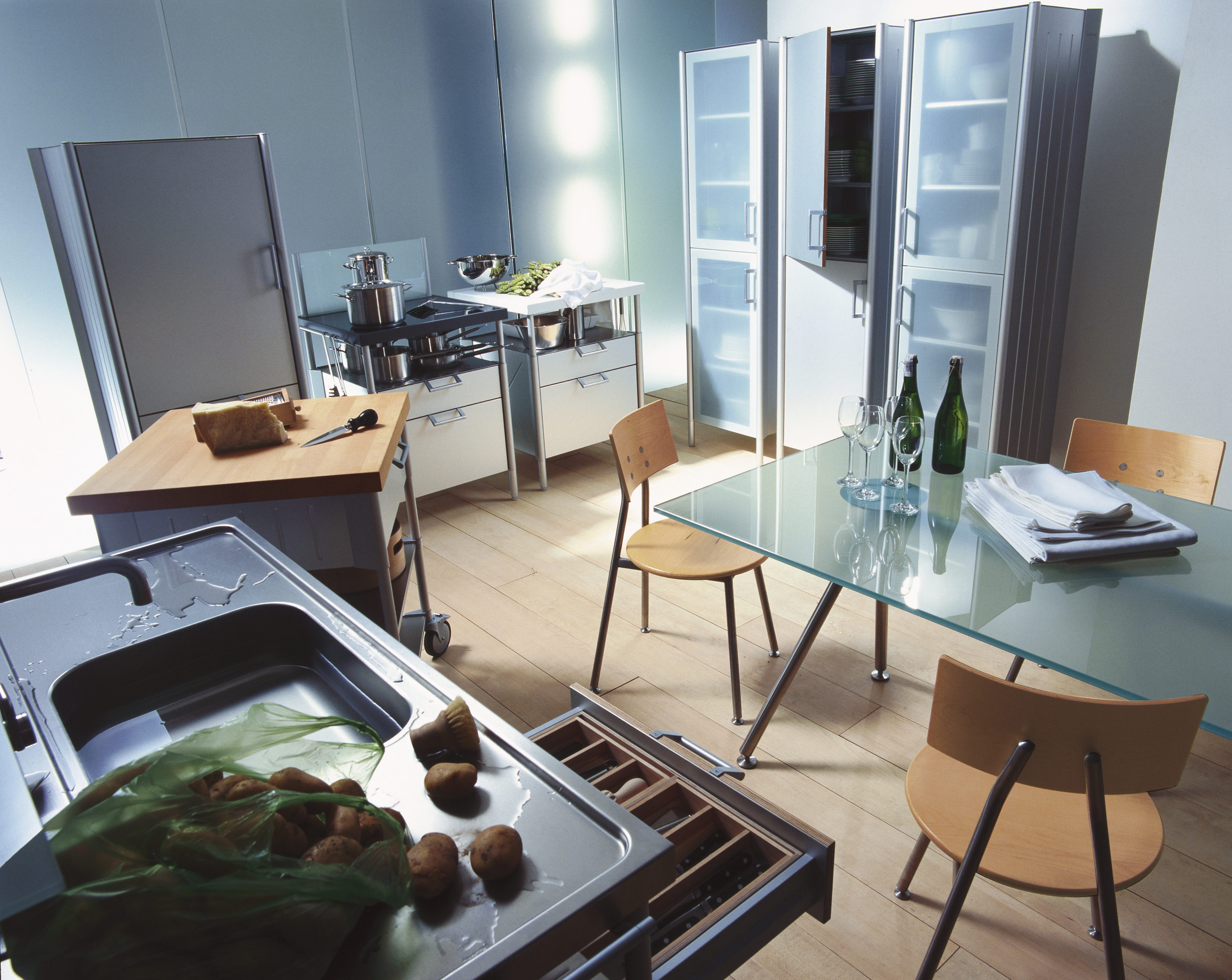
Wenn die Schränke auf Sockeln stünden, wäre der Boden einfacher zu reinigen.

Für manche, spezielle Arbeitsabläufe kann es zudem sinnvoll sein, die Rechts- oder Linkshändigkeit der Nutzer zu berücksichtigen.

### Planungsfehler, die künftige Veränderungen blockieren können
Eine kleine Anzahl von Planungsfehlern hat zur Folge, dass Veränderungen, die die Benutzer sich für einen späteren Zeitpunkt vorbehalten, faktisch nicht durchgeführt werden können. Dazu zählt etwa:
- Wahl kleiner Großgeräte oder einer kleinen Spüle (oft weil ein vorhandenes Element, das noch gut funktioniert, aus Kostengründen weiterverwendet wird), ohne für eine von vornherein geplante spätere Modifikation ausreichend Platz zu lassen (etwa in Form eines vorläufigen Platzhalters in der Küchenfront).
- Wahl von Knopfgriffen oder überbreiten Griffen (deren Bohrlöcher verhindern es, die Griffe künftig, wenn die Küche einmal visuell „aufgefrischt“ werden soll, gegen andere auszutauschen)[22]

## Planungsprogramme
Küchenfachgeschäfte nutzen für ihre Planungen CAD-Softwaresysteme wie KPS, SHD oder CARAT. Parallel bieten viele Küchenhersteller kostenlos einfache Online-Küchenplaner an, mit denen Kücheninteressenten ihre Küche vorplanen können.

## Normen
Folgende Normen der Europäischen Union (EN) und – in Deutschland – des Deutschen Instituts für Normung (DIN) können für eine Küchenplanung herangezogen werden:

### EN
- EN 1116 Koordinationsmaße für Küchenmöbel und Küchengeräte
- EN 1153 Sicherheitstechnische Anforderungen und Prüfverfahren für eingebaute und freistehende Küchenschränke und Arbeitsplatten
- EN 13310 Küchenspülen – Funktionsanforderungen und Prüfverfahren
- EN 14749 Möbel – Wohn- und Küchenbehältnismöbel und Küchenarbeitsplatten – Sicherheitstechnische Anforderungen und Prüfverfahren

### DIN
- DIN 18011 Notwendige Stellflächen im Küchen- und Wohnungsbau sowie Maße und Zuordnung von Räumen
- DIN 18015 Elektrische Anlagen in Wohngebäuden
- DIN 18022 Küchen, Bäder und WCs im Wohnungsbau (2007 ersatzlos gestrichen)
- DIN 66354 Küchenformen und Planungsgrundsätze
- DIN 68871 Einheitliche Möbelbezeichnungen
- DIN 68881 Verwendung der fachlich richtigen Begriffe für Küchenmöbel

### Sonstige Normen
- Schweizer Mass-System